# Action Française
De Action française was een Franse rechts-nationalistische politieke beweging, met een daarmee verbonden krant die bestond vanaf het begin van de twintigste eeuw tot aan de Tweede Wereldoorlog. Ze was een van de bekendste van de talrijke "ligues", Franse extreme groeperingen die ageerden tegen het democratisch regime van de Derde Republiek. 
De beweging, die nooit een politieke partij vormde, ijverde voor een herstel van de monarchie en de katholieke staatskerk in Frankrijk en was uitgesproken xenofoob en antisemitisch. Haar bezieler en feitelijke leider was de schrijver en politieke denker Charles Maurras.
Sinds de Tweede Wereldoorlog zijn er groeperingen die de erfenis van de Action française voortzetten.

## Ontstaan
De beweging gaat terug op het Comité d'action française dat in 1898 tijdens de Dreyfus-affaire werd opgericht door de filosofieleraar Henri Vaugeois en de journalist Maurice Pujo. Ze zagen in het mogelijke eerherstel van de als verrader veroordeelde joodse kapitein Alfred Dreyfus een gevaar voor Frankrijk en probeerden een brede groepering van antidreyfusards te vormen. 
Al snel kregen ze de steun van heel wat nationalistische intellectuelen, zoals de dichter Maurice Barrès en de schrijver Charles Maurras. Die laatste trad toe tot de redactie van het in 1899 opgerichte tijdschrift Revue d'action française. Zijn glasheldere, radicale ideeën en zijn literair talent maakten hem al snel de meest invloedrijke figuur van de beweging. 
Aanvankelijk telde de beweging zowel republikeinen als royalisten, zowel katholieken als vrijdenkers, en was het nationalisme en de anti-Dreyfushouding het gemeenschappelijk bindmiddel. Onder invloed van Maurras werd ze echter uitgesproken monarchistisch. Zelfs Vaugeois en Pujo, die aanvankelijk republikeinen waren, werden voorstanders van de monarchie.  
In 1905 ontstond de Ligue d'Action française met als doelstelling "het omverwerpen van de republiek en het herstellen van de monarchie". In 1908 werd het tijdschrift omgevormd tot het dagblad L'Action française.

## Integraal nationalisme
De ideologie van de Action française was hetgeen Maurras het "integraal nationalisme" noemde.
Voor Maurras verkeerde Frankrijk in een staat van verval als gevolg van de Franse Revolutie en de romantiek, die zelf weer gevolgen waren van de Verlichting en de Reformatie. De Franse Revolutie had de Franse tradities vernietigd en de invloed van het buitenland vergroot. 
Het verval was zowel sociaal, moreel als politiek. Internationaal was de macht en de grootheid van Frankrijk aangetast.  
Ideologieën die zich op de Franse Revolutie beriepen, zoals het liberalisme, het socialisme en (later) het communisme, dienden te worden bestreden. De democratie en de gelijkheid moesten worden verworpen. De Action française was niet tegen verkiezingen en algemeen stemrecht (vanaf 1919 pleitte ze zelfs voor vrouwenstemrecht, want ze geloofde dat de vrouwen meer gewonnen waren voor katholieke en traditionele waarden) maar enkel als een vorm van vertegenwoordiging. Het land mocht niet geleid worden op basis van verkiezingsuitslagen. 
De Action française deed echter zelf niet aan verkiezingen mee en zag haar ideeën veeleer gerealiseerd door een staatsgreep dan door verkiezingen. 

### Monarchisme
De Action française streefde naar een "erfelijke, antiparlementaire en gedecentraliseerde monarchie", wat volgens Maurras overeenkwam met de Franse tradities. 
Dat had weinig te maken met het traditionele royalisme, waar nostalgie voor het koningschap en trouw aan de dynastie een grote rol in speelde. Voor de Action française was de monarchie meer een middel dan een doel. Toch wist ze het Franse royalisme weer leven in te blazen en kreeg ze de steun van de troonpretendenten van het huis Orléans. Veel leden van de adel traden toe. 
De Action française achtte de monarchie de beste regeringsvorm voor de buitenlandse politiek. De Franse koningen hadden van Frankrijk een machtig land gemaakt, terwijl het republikeinse Frankrijk veel aan macht en aanzien had moeten inboeten.  
Opmerkelijk was ook het pleidooi voor decentralisatie. Maurras verweet de Franse Revolutie een extreem gecentraliseerde staat te hebben geschapen die de regionale tradities niet respecteerde. Onder de monarchie zouden de provincies van Frankrijk kunnen herleven en een echte autonomie genieten.

### Katholicisme

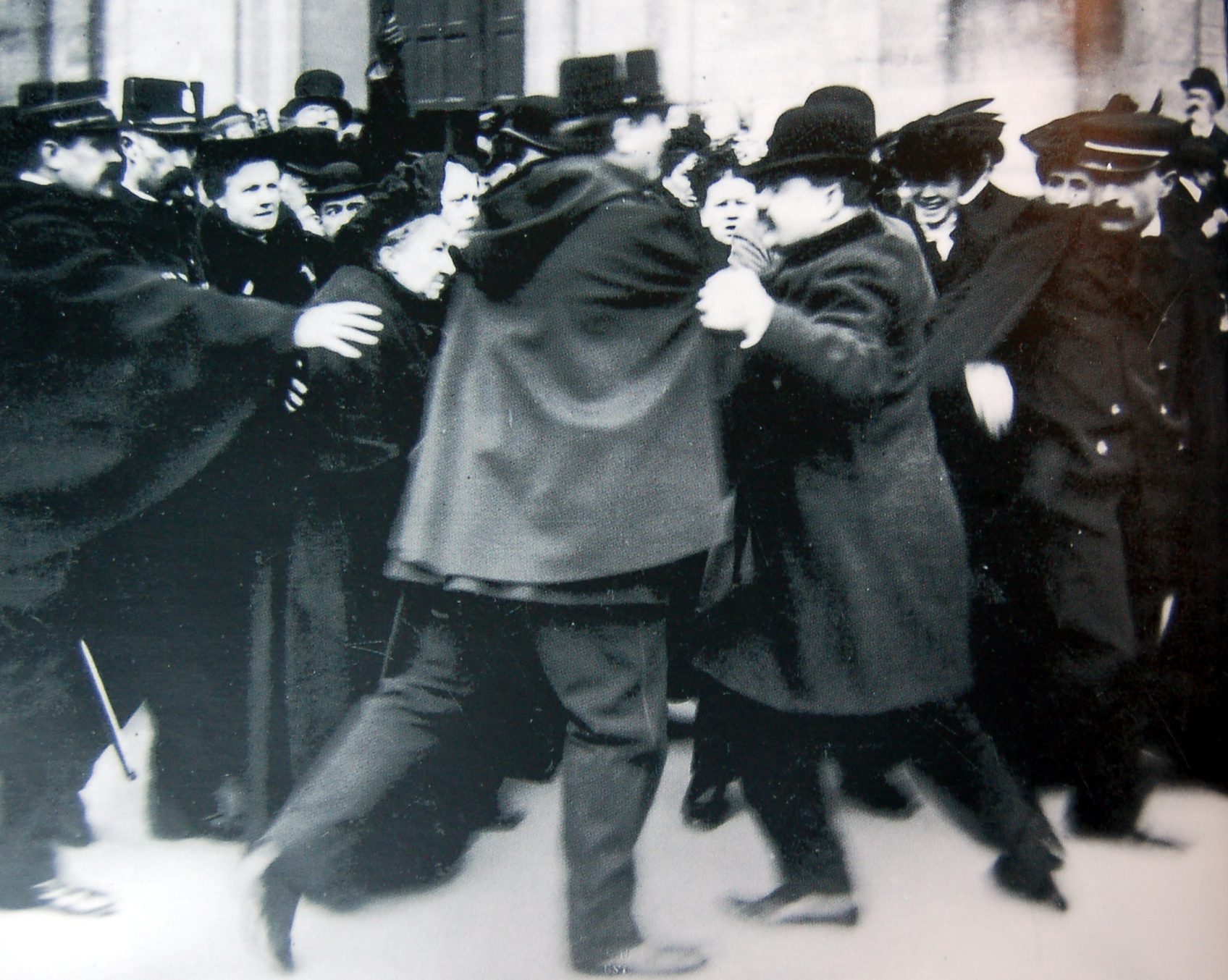
Demonstratie tegen het wetsinitiatief voor de scheiding van kerk en staat bij de Église Notre-Dame-des-Champs in 1904.

Met eenzelfde pragmatische houding ijverde de Action française voor het herstel van het katholicisme als staatsgodsdienst. Maurras was zelf niet gelovig en er was niets katholiek in zijn eigen opvattingen, maar hij meende dat de katholieke kerk een goede zaak was voor Frankrijk.
Het katholicisme was van belang voor de orde en de harmonie van de samenleving. De Action française verdedigde een sociaal katholicisme dat leek op dat van François-René de La Tour du Pin. Ze ijverde voor een corporatistische inrichting van de maatschappij waarin de verschillende klassen harmonieus met elkaar zouden samenleven en waarin de mensen niet als geïsoleerde individu's zouden leven, maar als leden van een "organisch" geheel. 
De Action française kreeg dan ook de steun van veel katholieken, die teleurgesteld waren door het antiklerikalisme van de republiek, vooral bij de in 1905 ingevoerde scheiding van kerk en staat.

### "Anti-Frankrijk"
Voor het nationaal herstel moest worden afgerekend met wat de Action française "anti-Frankrijk" noemde. Dat waren groepen binnen Frankrijk die niet als echte Fransen konden worden beschouwd: protestanten, vrijmetselaars, joden en immigranten - die laatsten werden aangeduid als métèques (metoiken). Een van de veel gebruikte slogans was: La France aux Français ("Frankrijk aan de Fransen").
Maurras verwierp echter uitdrukkelijk elke rassentheorie en zijn antisemitisme was niet op een biologisch idee van "ras" gebaseerd. De joden moesten worden gewantrouwd omdat ze andere belangen dienden dan die van Frankrijk. Ze hadden banden met buitenlandse joden en konden dus geen goede Fransen zijn. Deze houding werd soms  "staatsantisemitisme" genoemd.

## Organisatie
De Action française heeft nooit een partij gevormd. Er was ook niet één organisatie.  

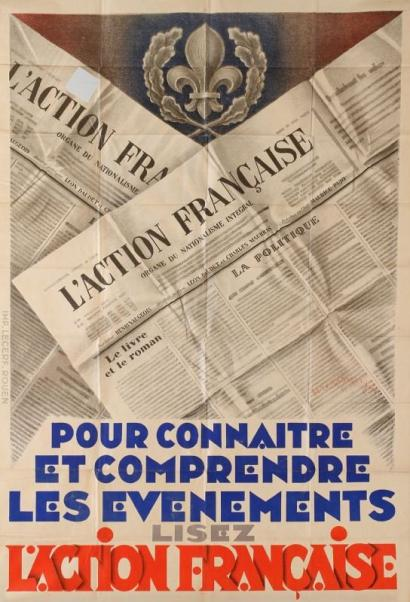
Reclame-affiche voor de krant L'Action française (1931)

Het meest invloedrijke onderdeel van de beweging was de krant L'Action française die door Maurras werd geleid en waaraan onder meer Léon Daudet meewerkte. De vaak uiterst agressieve commentaren van Maurras en Daudet waren echte richtlijnen voor de hele beweging. Door zijn hoog intellectueel niveau, ondanks die zeer agressieve toon, had de krant een groter lezerspubliek dan de sympathisanten van de beweging. 
De Ligue d'Action française was een ledenorganisatie. Ze toonde een blinde gehoorzaamheid voor de leiding. Ze zou nooit meer dan 60.000 leden hebben geteld. 
Het Institut d'Action française was een soort alternatieve universiteit die een tegengewicht moest vormen voor de openbare universiteiten.  

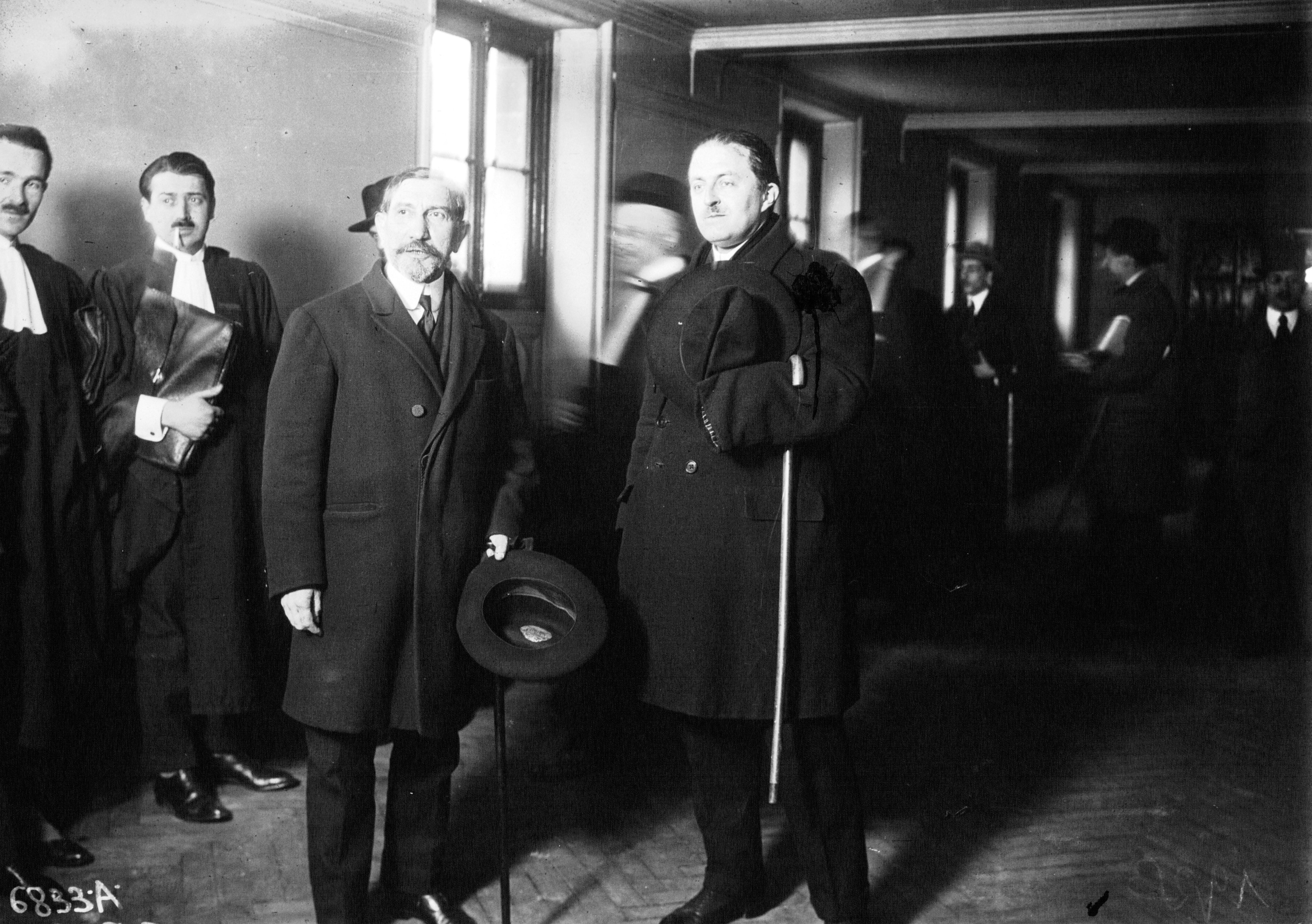
Charles Maurras (links) en Maxime Réal Del Sarte (rechts), de leider van de Camelots du roi, in 1923

De Camelots du roi (Venters van de koning) vormde een aparte groep, bestaande uit jongeren, vooral studenten, oorspronkelijk opgericht om de krant voor de ingang van de kerken te verkopen. Ze groeide snel uit tot een knokploeg en vormde een ordedienst van de beweging. De Camelots du roi verstoorden soms colleges van joodse professoren en traden hardhandig op tegen tegenstanders.
Behalve door de krant uitte de Action française zich naar buiten toe vooral door grote betogingen en optochten, zoals op de feestdag van Jeanne d'Arc.

## Evolutie
In de eerste jaren was de Action française vrij marginaal. De krant, die meermalen veroordelingen opliep wegens smaad, kon alleen overleven met steun van rijke sympathisanten. 

### Eerste Wereldoorlog
Tijdens de Eerste Wereldoorlog nam de reputatie van de beweging toe vanwege haar patriottisme. Ze herinnerde eraan dat ze altijd al gewezen had op de Duitse dreiging en de noodzaak het leger te versterken. Ze uitte regelmatig beschuldigingen tegen industriëlen en anderen die contacten met Duitsland zou hebben. Heel wat prominente aanhangers van de Action française vochten in het leger en velen sneuvelden. 
De Action française steunde Georges Clemenceau - hoewel republikein - toen die op het einde van de oorlog een krachtige regering leidde. In de verkiezingen na de oorlog steunde ze het Bloc national, de rechtse alliantie rond Clemenceau. Léon Daudet werd toen in de Kamer verkozen. 
Op het einde van de oorlog kende L'Action française meer dan 100.000 lezers.

### Interbellum
Tijdens het interbellum nam de reputatie van de Action française af als gevolg van een reeks gebeurtenissen.

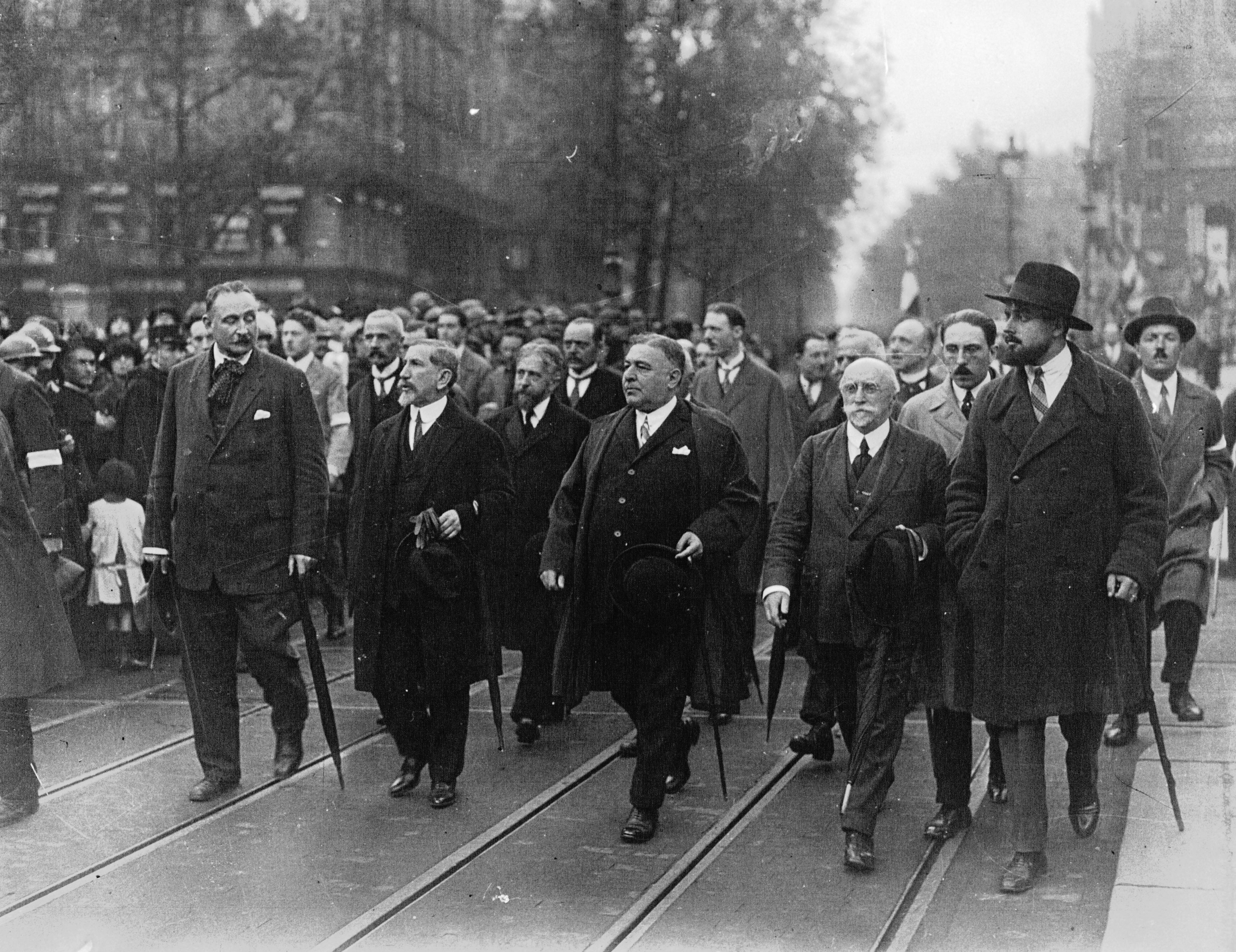
Optocht van de Action française in 1927. Links vooraan Léon Daudet, rechts van hem Charles Maurras

In het begin van de twintiger jaren vonden er geregeld moordaanslagen op militanten van de AF plaats. In 1925, toen er al een zevental waren vermoord, dreigde Maurras ermee dat hij zou oproepen de (joodse) minister van Binnenlandse Zaken Abraham Schrameck te vermoorden als de overheid - zo beweerde hij - de moorden bleef steunen.  
Rond die tijd beschuldigde Léon Daudet de politie ervan in opdracht van het republikeinse regime zijn zoon te hebben vermoord. Toen een proces uitwees dat er van moord geen sprake was (het ging om zelfmoord), beschuldigde hij de getuigen ervan valse getuigenissen te hebben afgelegd. Daudet werd daarop wegens smaad veroordeeld tot een gevangenisstraf. In 1925 verschanste hij zich enkele dagen in de lokalen van de Action française om te beletten dat de politie hem naar de gevangenis zou voeren. Kort daarop werd hij door de Camelots du roi bevrijd en vluchtte naar Brussel. 
Nog in 1925 verliet Vaugeois de beweging, die volgens hem te weinig handelend optrad. Hij stichtte een eigen partij en blad, die echter geen succes kenden. Maurras kreeg kritiek dat hij geen echte leider was. 
In 1926 werd de Action française door paus Pius XI veroordeeld. De krant L'Action française en de werken van Maurras (als "heidens" bestempeld) werden op de Index geplaatst. Rome noemde het integraal nationalisme "in wezen een heidens concept van de Staat, waarin de Kerk enkel plaats heeft als steunpilaar van de orde en niet als een onafhankelijk en goddelijk organisme". Daardoor verlieten veel katholieken de beweging en verloor de krant zowat de helft van zijn lezersaantal. Zelfs toen de veroordeling in 1939 werd ingetrokken zou dat aantal zich niet herstellen. 
De Action française speelde een grote rol in de protesten naar aanleiding van het Stavisky-schandaal in 1934. Op 4 februari 1934 organiseerde ze, samen met andere rechts-nationalistische ligues, een grote betoging in Parijs, die in geweld en chaos ontaardde. De Action française wilde toen het parlement bestormen en de republiek doen vallen, maar kreeg niet de steun van de veel grotere beweging Croix-de-feu. Bij de rellen toen werden een twintigtal militanten van de Action française gedood. 
Enkele prominente leden verlieten toen de beweging. Men verweet Maurras geen duidelijke politieke strategie te hebben. Sommige aanhangers traden toe tot nieuwe, meer radicale groepen zoals de Cagoule. 
Op 13 februari 1935 werd de (joodse) socialistische leider Léon Blum aangevallen toen hij in een wagen langs de begrafenisstoet van een prominente figuur van de Action française reed. Een aantal militanten in de stoet herkenden Blum en gingen hem met stokken te lijf. Blum werd gewond. Als gevolg daarvan verbood de regering de Ligue d'Action française, de Camelots du roi en enkele aanverwante organisaties. Vanaf dan zou de beweging alleen nog door de krant worden vertegenwoordigd.
In juli 1936 werd Maurras tot een gevangenisstraf veroordeeld omdat hij opgeroepen had Blum te vermoorden. Tijdens zijn gevangenschap kreeg hij massaal steunbetuigingen en na zijn vrijlating werd hij door tienduizenden aanhangers gehuldigd. 
In 1937 nam de graaf van Parijs, de zoon van de toenmalige Franse troonpretendent (en later zelf pretendent), afstand van de Action française, die volgens hem afweek van de principes van de Franse monarchie. Daarmee was de band met het Franse koningshuis verbroken.

## De Tweede Wereldoorlog
De Action française had sympathie getoond voor het Italiaanse fascisme van Mussolini en in de Spaanse Burgeroorlog haar steun uitgesproken voor de nationalisten van Franco. Tegenover nazi-Duitsland stond ze echter afwijzend. Duitsland was hoe dan ook een bedreiging voor Frankrijk. Hitler was voor Maurras een "wilde hond" en zijn ideologie was "barbaars". 
Toen de Tweede Wereldoorlog begon schaarde de Action française zich achter de Franse regering. 
Na de Duitse invasie van mei/juni 1940 en de daaropvolgende wapenstilstand verscheen de krant L'Action Française voortaan in Lyon, in het onbezette deel van Frankrijk. De machtsovername door maarschalk Pétain werd door de krant als een "goddelijke verrassing" verwelkomd. De beweging stond positief tegenover zijn plannen voor een conservatieve "nationale revolutie" en hoopte dat hij op termijn de monarchie zou herstellen. 
In het begin had de Action française nogal wat invloed op het Vichy-regime, vooral door figuren als Raphaël Alibert en Paul Baudouin, die onder Pétain minister werden. Mede door hen kwam er een discriminerend jodenstatuut, werd de vrijmetselarij ontbonden en werden veel naturalisaties van vreemdelingen ongedaan gemaakt.
Tegelijk bleef de Action française anti-Duits, voor zover dat nog kon. Maurras herinnerde eraan dat Duitsland vijand nummer één bleef (waarvoor hij het slachtoffer van censuur werd) en had grote bezwaren tegen de toenemende collaboratie van Vichy met Duitsland. Alibert en Baudouin werden dan ook vrij snel aan de kant geschoven, wellicht onder druk van Duitsland. 
Maurras en zijn aanhangers probeerden achter de schermen nog de collaboratie af te remmen. In het bijzonder kantten ze zich tegen Pierre Laval, die ze een verrader noemden.  Maurras zou opmerken dat sommige uitgesproken collaborateurs, niet alleen Laval, maar ook Marcel Déat en Jacques Doriot, een links verleden hadden.  
De Action française stond echter even vijandig tegenover de Vrije Fransen en het Franse verzet, dat de collaboratie bestreed. In principe zat ze tussen twee vuren, maar door het Vichy-regime te blijven steunen, maakte ze zichzelf in feite schuldig aan collaboratie. 
Een aantal aanhangers traden dan toe tot het verzet. Onder hen de latere gaullistische politicus Alexandre Sanguinetti en de journalist Hubert Beuve-Méry, de latere stichter van de krant Le Monde. Ook de verzetsleider Emmanuel d’Astier de La Vigerie had zich ooit tot de Action française gerekend, al was hij al voor de oorlog een linkse koers gaan varen.
Anderzijds vond men ook bij de extreme collaborateurs enkele prominenter figuren die vroeger tot de Action française hadden behoord, maar meestal al voor de oorlog tot andere groepen waren toegetreden. Onder hen de schrijver Robert Brasillach en Joseph Darnand, de leider van de Milice française.
De bevrijding van Frankrijk betekende meteen het einde van de Action française.

## De erfenis van de Action française
Maurras en Pujo werden meteen na de bevrijding gearresteerd en tot gevangenisstraffen veroordeeld. De krant L'Action française verscheen niet meer en de titel mocht niet meer worden gebruikt voor nieuwe publicaties. 
Voormalige aanhangers begonnen in 1947 het tijdschrift Aspects de la France, met dezelfde initialen als Action française, die de ideeën van het 'integraal nationalisme' bleef verdedigen. Maurice Pujo nam er na zijn vrijlating in 1951 de leiding van. Maurras zelf schreef onder een schuilnaam vanuit de gevangenis bijdragen. Hieruit ontstond in 1955 de beweging Restauration nationale, die zich als de voortzetting van de Action française beschouwde en waarvan Aspects de la France het tijdschrift werd. De beweging werd jarenlang geleid door Pierre Pujo, de zoon van Maurice.  
In het klimaat van de Parijse studentenrevolte van 1968 ontstond er binnen de Restauration nationale een meer gematigde linkervleugel. Die scheidde zich in 1971 onder de naam Nouvelle Action française af, kort daarna omgedoopt tot Nouvelle Action royaliste (NAR). De NAR verwerpt de autoritaire ideeën van de Action française en is voorstander van een constitutionele monarchie met een parlementaire democratie. De Restauration nationale, die zelf nooit aan verkiezingen deelnam, riep later soms op om voor het Front National te stemmen. 
Het kwam in 1998 opnieuw tot een splitsing binnen de Restauration nationale. Een groep rond Pierre Pujo scheidde zich af en vormde het Centre royaliste d'Action française (CRAF). Beide groepen zouden zich later weer verzoenen, maar toch apart blijven bestaan. Het CRAF geeft het tijdschrift L'Action française 2000 uit en zet daarmee Aspects de la France voort. Het CRAF blijft het integraal nationalisme verdedigen en is voor een moderne monarchie onder het huis Orléans, maar beweert niet meer antisemitisch te zijn.

## Invloed
De invloed van de Action française op het fascisme blijft een punt van discussie.  Sommigen kwalificeren de Action française als protofascistisch. Voor de Duitse historicus Ernst Nolte was ze de eerste fascistische beweging, maar die opvatting woerd bestreden door onder meer de Franse historicus René Rémond. 
Hoe dan ook had de Action française tijdens het interbellum ook invloed op rechtse stromingen buiten Frankrijk, vooral dan katholieke landen. De Portugese dictator Salazar was erdoor geïnspireerd in zijn opvattingen over de Estado novo. 
In België stond Léon Degrelle, de latere leider van de Rex-beweging, als tiener zeer dicht bij de Action française. Ook Joris Van Severen, de stichter van het Verdinaso was zeer beïnvloed door Maurras.